# Carl Stumpf (Politiker)
Carl Stumpf (* 19. Juli 1862; † 7. Juli 1917) war ein deutscher Kommunalpolitiker und von 1889 bis 1917 Bürgermeister der Stadt Kaufbeuren.
Während seines Studiums wurde er 1880/81 Mitglied des AGV München im Sondershäuser Verband.
Auf Initiative von Carl Stumpf wurde im Jahre 1890 der „Verein zur Hebung des Tänzelfestes“ gegründet. Erst dadurch wurde das traditionsreiche Kaufbeurer Kinderfest wiederbelebt. Stumpf wurde Hofrat.